# Alzano Scrivia
Alzano Scrivia (piemontesisch Alsan oder Autsan) ist eine italienische Gemeinde mit 359 (Stand 31. Dezember 2023) Einwohnern in der Provinz Alessandria (AL) der Region Piemont.

## Lage und Einwohner
Die Gemeinde Alzano Scrivia liegt 32 km nordöstlich von der Provinzhauptstadt Alessandria nahe der Scrivia, die kurz danach in den Po mündet. 
Das Gemeindegebiet umfasst eine Fläche von 2 km². Zusammen mit der Gemeinde Calvignasco kann sie als die flachste Gemeinde Italiens angesehen werden, wobei der maximale Höhenunterschied des Gemeindegebiets 1 m über dem Meeresspiegel beträgt.
Die Nachbargemeinden sind Castelnuovo Scrivia, Guazzora, Isola Sant’Antonio und Molino dei Torti.

## Geschichte

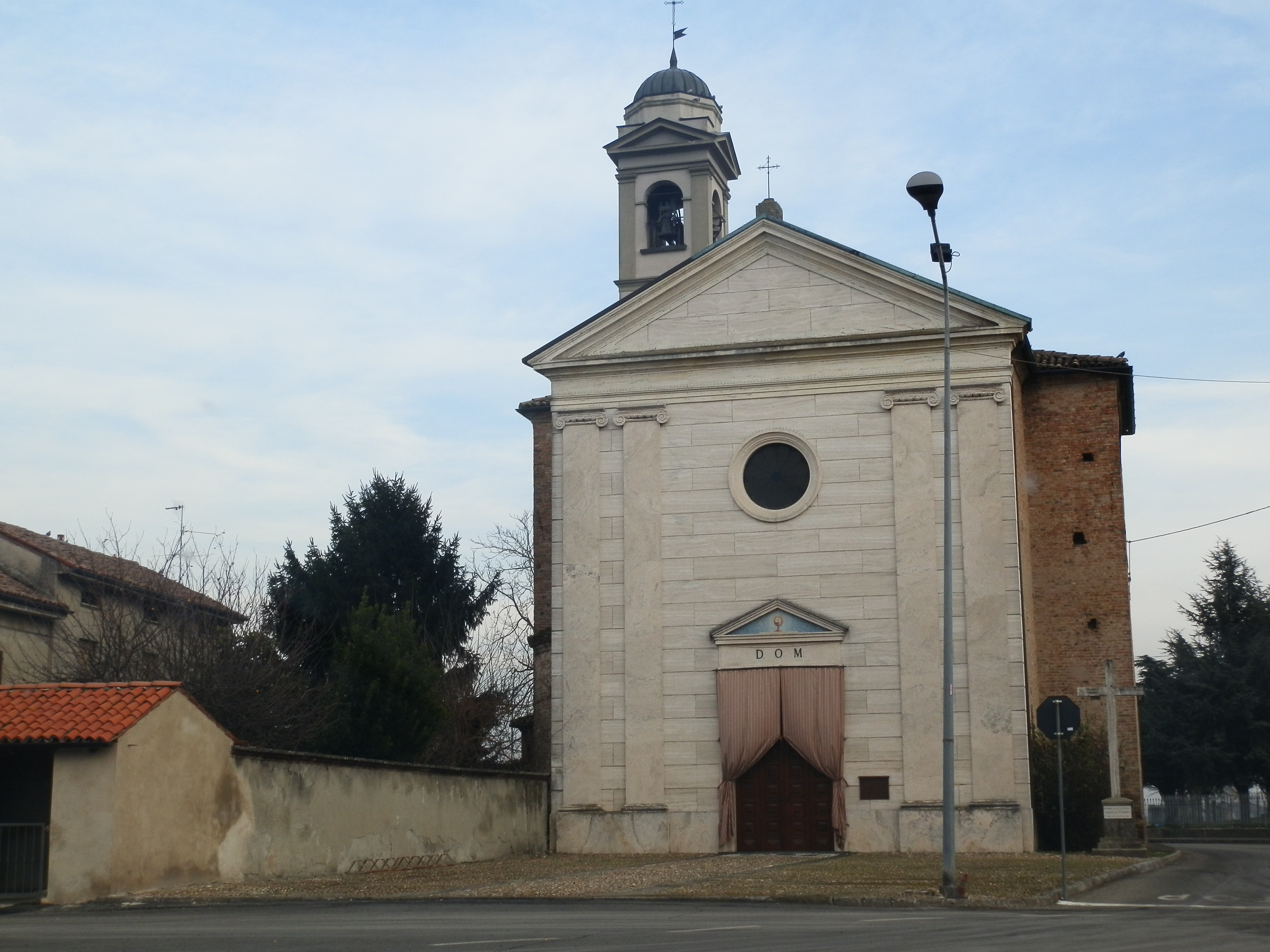
Kirche von Alzano Scrivia

Die ersten Nachrichten über einen Ort namens Alzano stammen aus dem Jahr 973 n. Chr. als der Priester Roprando die Curtis von Acjani vom Marquis Lamberto kaufte. Es gab verschiedene Herren von Alzano, von den Zisterziensern von Lucedio über die Gemeinde Tortona (1127) bis zum Bischof von Tortona Giseprando. Weitere Besitzer waren von 1314 bis 1447 die Visconti, von 1450 bis 1526 die Sforzesco. Spanisch war von 1526 bis 1568 und danach die genuesischen Familie Marini ab 1568. Die letzten Herren von Alzano waren die Torti. Die befestigte Festung in der Mitte des heutigen Platzes wurde Anfang des 19. Jahrhunderts abgerissen und das dabei anfallende Material für den Bau der neuen Pfarrkirche verwendet, die der Geburt der Jungfrau Maria gewidmet ist.
Seine weitere Geschichte war schon immer eng mit der der nahe gelegenen Gemeinde Molino dei Torti verbunden, mit der es etwa zwanzig Jahre lang, nämlich von 1928 bis 1946, eine Einheit mit dem Namen Molino Alzano bildete. In der Geschichte dieser Gemeinde spielen die Überschwemmungen der nahe gelegenen anschwellenden Flüsse eine wichtige Rolle, wenn auch tragischer Natur, da sie Schäden und tiefgreifende Naturveränderungen mit sich brachten.

## Sehenswürdigkeit
- Die der Madonna gewidmete Pfarrkirche aus dem 16. Jahrhundert gehört zu den wichtigsten Bauten der Gemeinde.
- Das Bohnenfest (Sagra del Fagiolo)[4]